# Dvorana Zalog
Dvorana Zalog je unutarnje sportsko borilište u Ljubljani. Kapaciteta je 1000 posjetitelja. Koristi ju hokejski klub Slavija iz Ljubljane.